# Collabtive
A Collabtive egy web-alapú, nyílt forrású (Open Source), projektmenedzsment szoftver. A fejlesztése 2007 novemberében kezdődött. A szoftver célja, hogy egy nyílt forrású (ingyenes) alternatívát nyújtson a hasonló tudású, fizetős szoftverekre, mint például a Basecamp.

## Rövid ismertető
A Collabtive a népszerű PHP(5) script nyelvet használja egy ajax alapú felhasználói felülettel egybekötve. 
A szoftver többnyelvű, jelenleg több mint 30 nyelvi beállítás közül választhatunk (a nyelvi beállítások között megtalálható a magyar is).
A Collabtive összeköthető egyéb webes alkalmazásokkal egy XML API segítségével. Illetve biztosítja a lehetőséget egyéb alkalmazásokból történő adatimportálásra is. 
Létrehozhatunk Tennivaló listákat, Mérföldköveket, csatolhatunk fájlokat az egyes projektekhez illetve mérhetjük az egyes feladatokkal eltöltött időtartamot is. Kijelölhetünk felhasználókat az egyes feladatok elvégzésére, üzenhetünk a rendszer használóinak a beépített üzenőrendszeren keresztül, illetve meghatározhatjuk, hogy egy-egy feladat elvégzésére mekkora büdzsét határozott meg a megrendelő.

## Jellemzők
Fő összetevők
- Tennivalók lista (To-do)
- Mérföldkövek
- Üzenetváltás / Csevegés
- Előjegyzés
- Fájl karbantartás
- Felhasználói jogok meghatározása
- Időmérés
- Címkézés
- Keresés
- Riportolás (CSV, PDF)
- Exportálás (ZIP, XML, RSS, iCal)
- Többnyelvűség

## Követelmények
Server-oldal:
- PHP 5.4
- MySQL 4.1/5.x vagy SQLite

Kliens-oldal:
- JS/DOM (tesztelve: Firefox, Google Chrome, Internet Explorer, Safari, Opera)
- Cookies

## Referenciák
- Collabtive a Linux.com-on
- http://www.linux-magazine.com/Issues/2008/90/Workspace-Collabtive-and-Kimai
- Envato Tuts+ segédlet Archiválva 2009. március 14-i dátummal a Wayback Machine-ben
- Ubuntu segédlet a HowtoForge-on Archiválva 2009. március 27-i dátummal a Wayback Machine-ben